# Muslimani (narod)
Muslimani (narod), južnoslavenski narod, konstitutivan u SFRJ od 1971. godine. Odlukom CK SK BiH u svibnju 1968. vjersko-narodnosna zajednica muslimana postala je zajednica Muslimana u nacionalnom smislu. To je potvrđeno ustavnim amandmanima i verificirano na popisu stanovništva 1971. godine. Muslimani su na tom popisu većinom prihvatili novi nacionalni identitet pa se 39,6 posto stanovništva SR BiH izjasnilo Muslimanima.

## Povijest imena
Povjestnik Aali i putopisac Evlija Čelebija:
Osmanskoturski povjestnik Aali (1542. – 1599.), rodom iz Galipolja, trideset je godina živio u Bosni na dvoru bosanskih valija (namjestnika). On je prvi u turskoj povijesti bosanskohercegovačke Muslimane nazvao Hrvatima. U svomu djelu Tarihi Aali on piše (prijevod dr. Safvet-bega Bašagića):
"Što se tiče plemena Hrvata, koji se pripisuje rijeci Bosni, njihov se značaj odrazuje u veseloj naravi; oni su po Bosni poznati i po tekućoj rijeci prozvati. Duša im je čista, a lice svijetlo; većinom su stasiti i prostodušni; njihovi likovi kao značajevi naginju pravednosti. Golobradi mladići i lijepi momci poznati su (na daleko) po pokrajinama radi naočitosti i ponositosti, a daroviti spisatelji kao umni i misaoni ljudi. Uzrok je ovo, što je Bog - koji se uzvisuje i uzdiže - u osmanlijskoj državi podigao vrijednost tomu hvaljenom narodu dostojanstvom i čast njihove sreće uzvisio kao visoki uzrast i poletnu dušu, jer se među njima nasilnika malo nalazi. Većina onih, koji su došli do visokih položaja (u državi) odlikuje se velikodušjem to jest čašću i ponosom; malo ih je, koji su tjesnogrudni, zavidni i pohlepni. Neustrašivi su u boju i na mejdanu, a u društvu, gdje se uživa i pije, prostudušni. Obično su prijazni, dobroćudni i ljubazni. Osobito se odlikuje ovo odlično pleme vanrednom ljepotom i iznimnim uzrastom... Bez sumnje Bošnjaci, koji se pribrajaju hrvatskom narodu, odlikuju se kao prosti vojnici dobrotom i pobožnosti, kao age i zapovjednici obrazovanošću i vrlinom; ako dođu do časti velikih vezira u upravi su dobroćudni, ponosni i pravedni, da ih velikaši hvale i odlični umnici slave".
Elvija Čelebi (Čelebija), glasoviti turski putopisac XVII. st., putovao je Bosnom 1660. i 1661. U svomu putopisu više puta spominje Hrvate u Bosni. Tako kaže, da je "jezik bosanskog i hrvatskog naroda" čist. Njemu je dakle jezik Bošnjaka i Hrvata jedan te isti, hrvatski. Livno i Bihać su mu hrvatski gradovi. Hrvate on nalazi i u Boki kotorskoj. Navodi, da su stanovnici Herceg-Novoga Arnauti, Bošnjaci i Hrvati. Čelebija dva puta spominje muslimane u Bosni, koje naziva Hrvatima. U neposrednoj blizini Foče na Drini, u starom gradu Plaču, njemu (Čelebiji) "dadoše 50 hrvatskih momaka pod oružjem za pratioce". Na Gatačkomu polju "dobi 300 lijepih po izbor hrvatskih gazija (junaka)". Pridjevak gazija (junak) mogao se dati jedino muslimanima. Fehim ef. Spaho, reis-ul-ulema (vrhovni vjerski poglavar) svih muslimana u kraljevskoj Jugoslaviji, u svomu članku Hrvati u Evlija Čelebijinu putopisu kaže: "Za proučavanje naše hrvatske prošlosti osobito je značenje, da nam se otvore i učine pristupnim turski izvori".
bosanskohercegovački Muslimani XVI. i XVII. st. o svomu podrijetlu i pripadnosti:
Mehmed-paša Sokolović, veliki vezir Osmanskoga Carstva, izdaje 1566. naredbu u povodu harzaula (obtužbi) grčkoga patrijarha, u kojoj kaže: "Car daj eferman, da rimski fratri po Budimu, Temišavaru i Dubrovniku i uopće od naroda hrvatskoga ne pitaju milostinju, ako taj narod spada na grčkog patrijara... Nu ako pak narod pod patrijara ne spada, zabranjeno mu je napastovati fratre i njihov puk". Sokolović sve Slavene u turskomu Budimu, Temišvaru i Dubrovniku smatra Hrvatima. Također Hrvatima smatra i narod, koji od Budima do Dubrovnika - dakle i u Bosni - po turskoj zemlji stanuje.
Hodavendija, čauš (pobočnik) bosanskoga paše Sofi Mehmeda, musliman iz Bosne, piše 20. rujna 1589. mletačkomu providuru (poglavaru) u Zadar po dva pisma turskom jazijom (pismom) i bosančicom. Na kraju pisma veli: "Zato mi, rečeni Hodavendi čauš, hotismo učiniti viru od toga posla i dvoje knjige pisati turske, a dvoje hrvatske, rukom Ali čehaja". Hodavendija, dakle, jezik bosanskohercegovačkih muslimana naziva hrvatskim.
Muslihudin bin Ali, banjalučki muderiz (profesor medrese), u predgovoru svoga spisa napisana 1609. kaže i ovo: "Sva dosadanja djela i knjige došle su od Arapa i Perzijanaca iz raznih pokrajina i Herata, a ovaj je sastavak nikao u pokrajini Hrvata". To znači, da on svoju domovinu Herceg-Bosnu smatra zemljom Hrvata.
Ivan Zovko u svojoj knjižici Hrvatstvo Herceg-Bosne po narodnoj predaji i običajima (Mostar, 1899.) spominje još dvojicu Muslimana, koji bosanskohercegovačke Muslimane smatraju Hrvatima. To su:
Šejh Sudi - "Kako se općenito drži, on je rogjen u selu Sudići, koje spada pod sarajevski kotar. Od toga sela potječe mu i samo ime. Megju muslimanima Herceg-Bosne on je glasovit, kao muverrih (povjesničar), od kojega se sačuvao i dan danas tevarih (povijest) u rukopisu, gdje se izrično spominje Hrvatstvo Bosne i Hercegovine i kako su Bošnjaci i Hercegovci Hrvati."
Šejh Jujo (1650. – 1707.) - "Bio je na daleko poznat u islamskom svijetu po narodnom tevatru (predaji), kao evlija (dobri). On je poznat i pod imenom Hadži Juja efendija. I ovaj dakle islamski muverihh, koji je cijeloga svoga vijeka ibadet (bogosluženje) Bogu činio, izrično nazivlje u svojim spisima Hercegovce i Bošnjake Nam-Hrvatima, dakle porijeklom, koljenom Hrvatima. Mezar (grob) ovog čuvenog evlije nalazi se u Mostaru."
Slično kao i putopisac Evlija Čelebija, naziva i znameniti turski povjestnik Ibrahim ef. Pečevija (Alajbegović), pisac XVII. st., jezik Hrvata bosanskim i hrvatskim.
Mnogi se glasoviti turski paše i veziri nisu stidjeli svoga hrvatskoga podrijetla, pa su uza svoja imena stavljali pridjevak Hrvat. O njima piše dr. Safvet-beg Bašagić u svomu djelu Znameniti Hrvati Bošnjaci i Hercegovci u Turskoj carevini (Zagreb, 1931.). Evo ih nekoliko: Mahmut-paša Hrvat, koji "stoji na čelu svim vezirima, učenjacima i pjesnicima iz naših krajeva", vezirom je postao nakon zauzeća Carigrada 1453.; Memi-paša Hrvat iz Gradačca; Rustem-paša Hrvat, rodom iz Sarajeva (kako misli Hamdija Kreševljaković); Sijavuš-paša Hrvat; Tahvil-paša Kulenović Hrvat, sadrazam (veliki vezir) sultana Selima II.
Iz carskih fermana (naredbi, zapovijedi) osmanskoturskih sultana i starih pisama jasno se vidi, da su hrvatskoga roda i koljena begovi Kulenovići, Kapetanovići, Evlijići, Filipovići i mnogi drugi. Sarajevski Mutevelići potomci su Murad-bega Fardića, Hrvata iz Šibenika. Potomci srednjovjekovnoga bosanskohrvatskoga plemstva su Kopčići, Kulovići Hrasnice, Gradaščevići, Korići, Dugalići (Malkoči), Starčevići, Dženetići (nekad Rajkovići). Neka su prezimena sačuvana samo u bosanskih katolika i muslimana: Đikići, Svrze, Čengići, Križevci.
Begovi Kulenovići bijahu hrvatski plemići, kojima su praoci bili hrvatski plemići još u doba hrvatskih narodnih vladara. Nakon Pacta conventa, ne htijući prihvatiti ugarskoga kralja za svoga kralja, odselili su se u Bosnu. U doba bosanskohrvatskoga kraljevstva pripadali su stališu velikaša. Velika je mogućnost, tako se govorilo, da je iz njihova roda Kulin ban, po kojemu su dobili prezime Kulenović (Kulinović). "Begovi Kulenovići nikada nisu nijekali svoje hrvatstvo, nego su ga uvijek izticali. Malo je poznato, da je Ibrahim-paša Kulenović na saboru u Frankfurtu godine 1562. ponosno govorio 'svojim hrvatskim jezikom'".
Hamdija Pozderac, čelnik  'Muslimana'  u Titovoj Jugoslaviji prigodom ustavnih promjena je pokušao donijeti uredbu kojom bi se dalo ime Bošnjaci za Muslimane, smatrajući kako je to "povijesno ime" kojim su se pripadnici tog naroda nazivali tijekom povijesti, u kontinuitetu od srednjovjekovlja (u varijanti Bošnjani), zatim u Osmanskoj carevini (Bošnjaci), kao i u Austro-Ugarskoj carevini do pred Prvi svjetski rat (Bošnjaci), te tijekom postojanja Jugoslavije u kolokvijalnoj uporabi (termini Bosanci i Bošnjaci naizmjenično). 
Značajan pokret za renesansu bošnjačke nacije tijekom Monarhije poveo je Safvet-beg Bašagić, predsjednik Bosanskog sabora zajedno s bošnjačkim intelektualcima na čijoj strani se nalazila službena politika Austro-Ugarske predvođena Benjaminom Kalajem, što je izazvalo negodovanja srpskih predstavnika, a manjim dijelom i hrvatskih, jer su vlasti zabranile srpske i hrvatske udruge, kako bi smanjile utjecaj Zagreba i Beograda na proces nacionalnog formiranja Srba i Hrvata u Bosni. 
Valja napomenuti da je od 1910-ih godina od kada je zabranjeno postojanje bošnjačke nacije i bosanskog jezika u Kraljevini Jugoslaviji i u prvih dvadesetak godina Titove Jugoslavije, muslimanima nametnuto da se izjašnjavaju ili Srbima ili Hrvatima, a nakon što je uvedena rubrika Ostali, većina BiH Muslimana je iskoristila tu mogućnost, što zbog činjenice da im je nametanje bilo ponižavajuće [nedostaje izvor], ali i zbog činjenice da su u Srbima i Hrvatima vidjeli prirodne neprijatelje s kojima su vodili ratove tijekom povijesti, često ih pejorativno nazivajući "Vlasima".[nedostaje izvor]
Postoje ,međutim, zapisi koji potvrđuju da se dio muslimanskoga stanovništva smatrao Hrvatima, poput muslimanskih pjesnika koji su svome imenu dodavali atribut Hrvaćanin, Hrvat i sl., a i jezik su nazivali hrvatskim imenom.
Također se dio muslimanskog življa iz BiH se smatrao Srbima. Kao najpoznatiji primjeri iz razdoblja SFRJ ističe se Meša Selimović.
Uspostavljanjem FNRJ prigodom donošenja prvog ustava, bošnjački zastupnik u skupštini Jugoslavije iz Mostara, Husaga Ćišić, je glasovao protiv Ustava zbog toga što se nije uvažio zahtjev u skupštini manjinskih Bošnjaka za uvođenjem šeste buktinje u grb FNRJ i priznavanje Bošnjaka. Trend se nastavio i u SFRJ.[nedostaje izvor]
Srpski komunisti su uporno izbjegavali dati Bošnjacima status konstitutivnog naroda smatrajući da će se tim činom ugroziti nacionalni interesi srpske populacije u Bosni koja je svoj nacionalni identitet oblikovala ranije, pogotovo nakon atentata Gavrila Principa u gradu Sarajevu.[nedostaje izvor]
Nakon dogovora s Titom, krajem '60-ih godina pronađeno je kompromisno rješenje da se dâ mogućnost nacionalnog izjašnjavanja pod imenom Muslimani (s velikim slovom M), odnosno u obliku Musliman (u smislu narodnosti). 
Pozderac, svjestan činjenice da u Jugoslaviji u tom trenutku nije pogodna klima za punu nacionalnu afirmaciju Bošnjaka, prihvatio je kompromis kazavši čuvenu rečenicu "Mi hoćemo bosanstvo, a oni daju muslimanstvo. Prihvatit ćemo jer će to otvoriti proces..."

## Muslimani ateisti
Kako je komunizam preferirao ateizam događalo se da komunistički dužnosnici se izjašnjavaju kao Muslimani u nacionalnom smislu a po vjeri ateisti.

## 1990-te i dalje
1990. godine se osnivaju bošnjačke stranke SDA, a potom i MBO, Muslimanska bošnjačka organizacija na čelu s Adil-begom Zulfikarpašićem, potomkom poznatih bosanskih begova, a koja se založila za vraćanje povijesnog nacionalnog imena za Bošnjake. 
I sȃm Alija Izetbegović, svjestan činjenice da je sazrelo vrijeme za ponovnu afirmaciju bošnjaštva daje podršku Svebošnjačkom saboru, koji okuplja intelektualnu elitu, a 1993. godine donosi deklaraciju o vraćanju imena Bošnjak.

## Muslimani i Bošnjaci
Nakon uvođenja imena Bošnjak, jedan dio nastavlja se i dalje izjašnjavati kao Musliman (u Srbiji, Crnoj Gori i Hrvatskoj), a veći dio se identificira s bošnjaštvom.[nedostaje izvor]
Na izborima za Sabor RH 2003., Šemso Tanković, predstavnik Bošnjaka u Saboru RH tražio je da se iz popisa pučanstva u RH izbriše odrednica Musliman te automatski promijeni u Bošnjak.

## Vanjske poveznice
- Matica muslimanska Crne Gore (službena stranica)
- Savjet Muslimana Crne Gore (službena stranica)  Arhivirana inačica izvorne stranice od 19. siječnja 2018. (Wayback Machine)
- Glas Muslimana Crne Gore (službena stranica)  Arhivirana inačica izvorne stranice od 30. travnja 2019. (Wayback Machine)